# Chemin de fer Aigle-Ollon-Monthey-Champéry

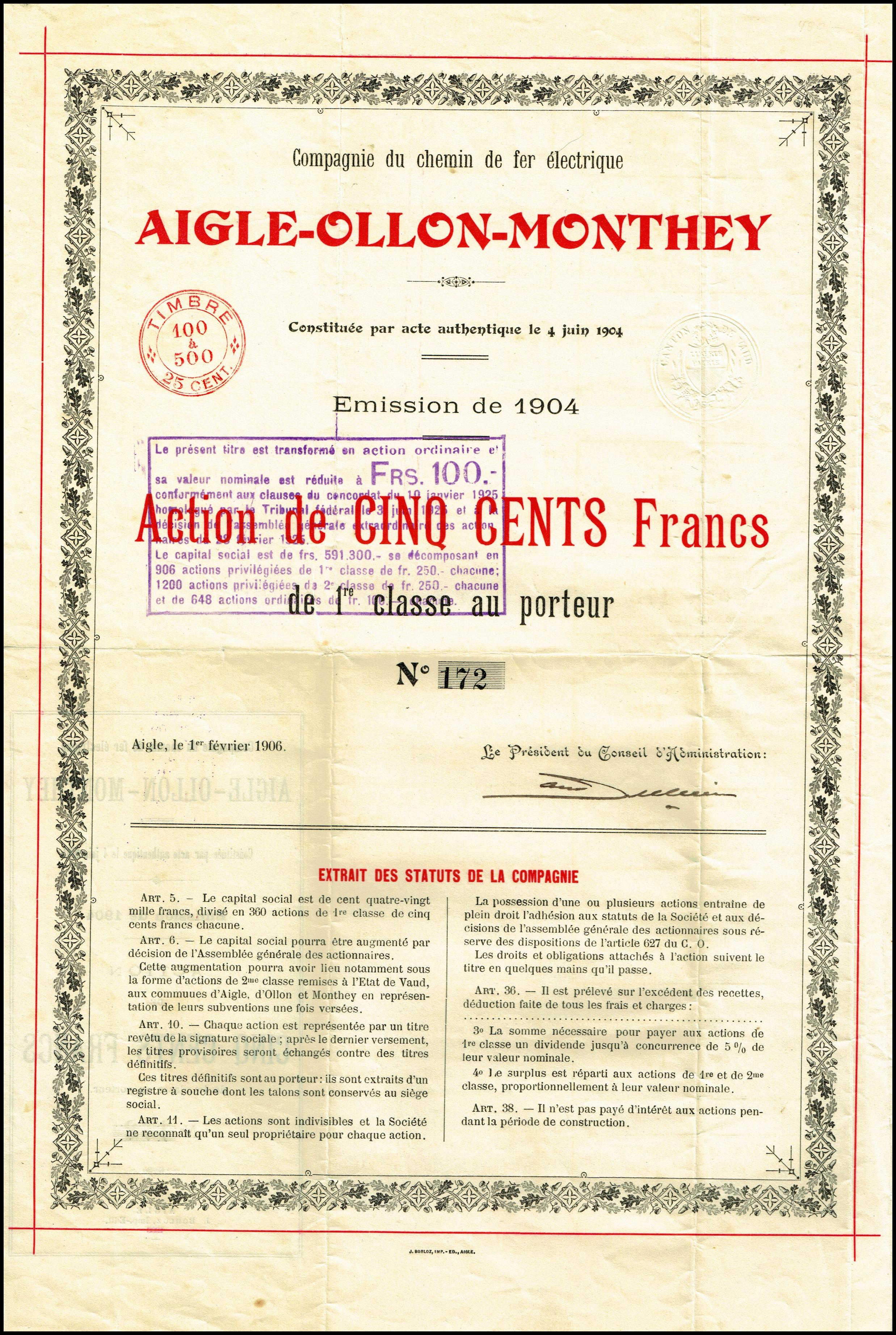
Action de la Compagnie du chemin de fer électrique Aigle-Ollon-Monthey en date du 1 fevrier 1906

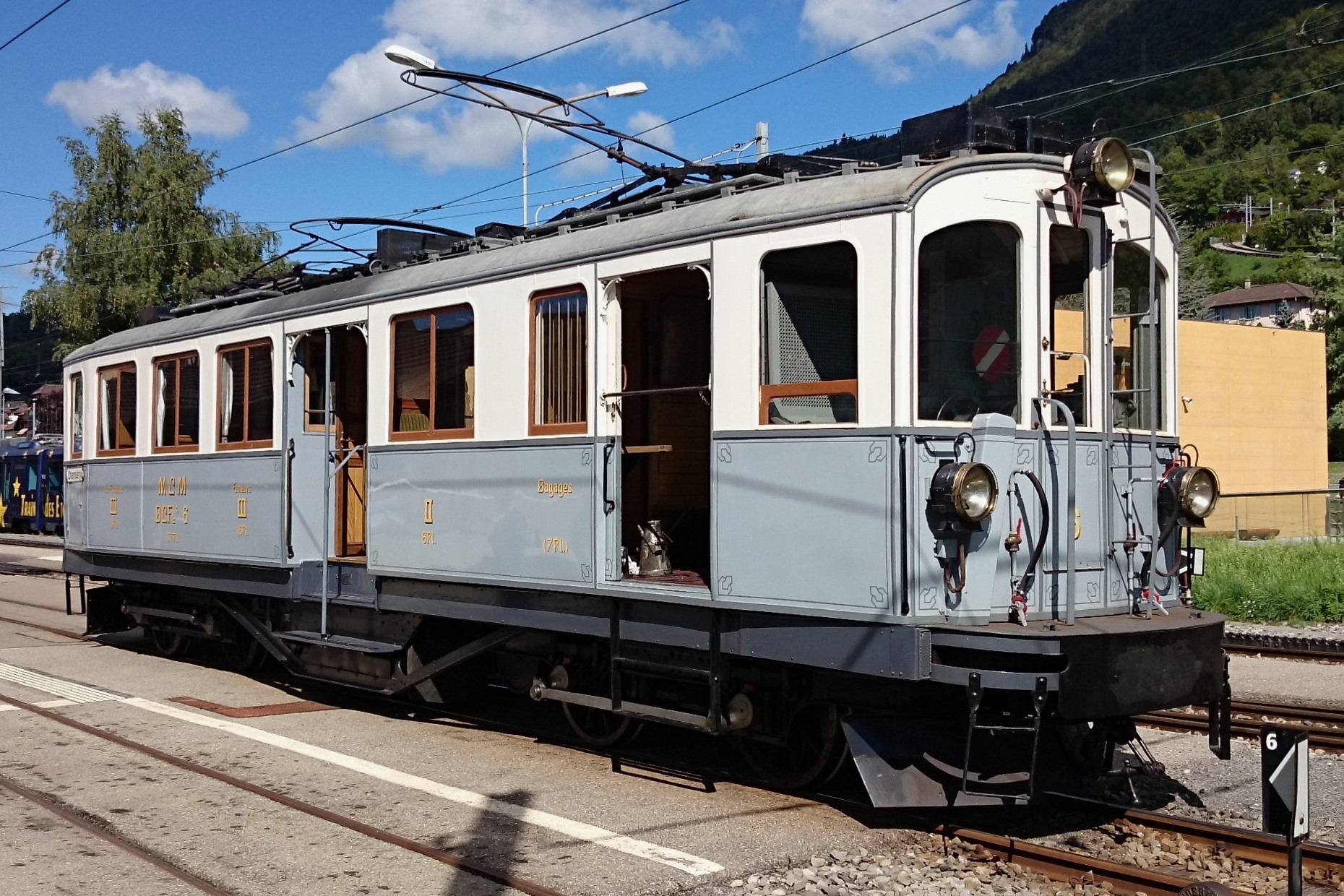
Ancienne automotrice du MCM BCFeh 4/4 N°6 au Chemin de fer-musée Blonay-Chamby (BC).

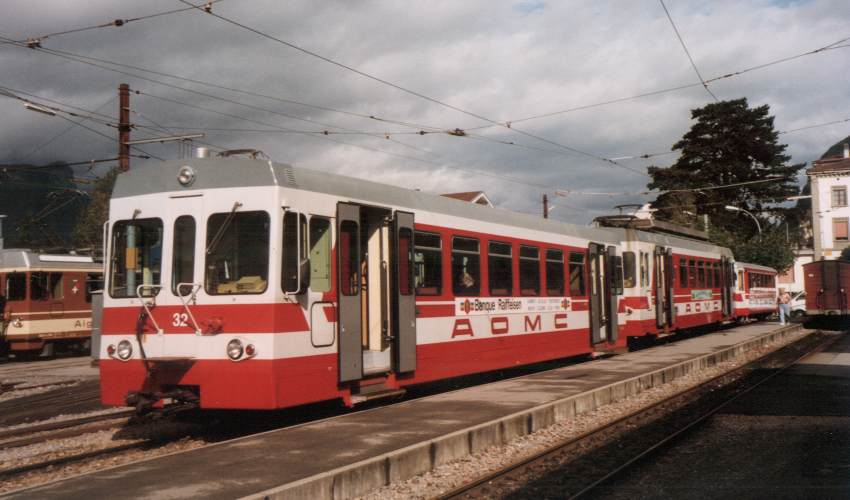
Ancienne navette de l'AOMC en gare d'Aigle.

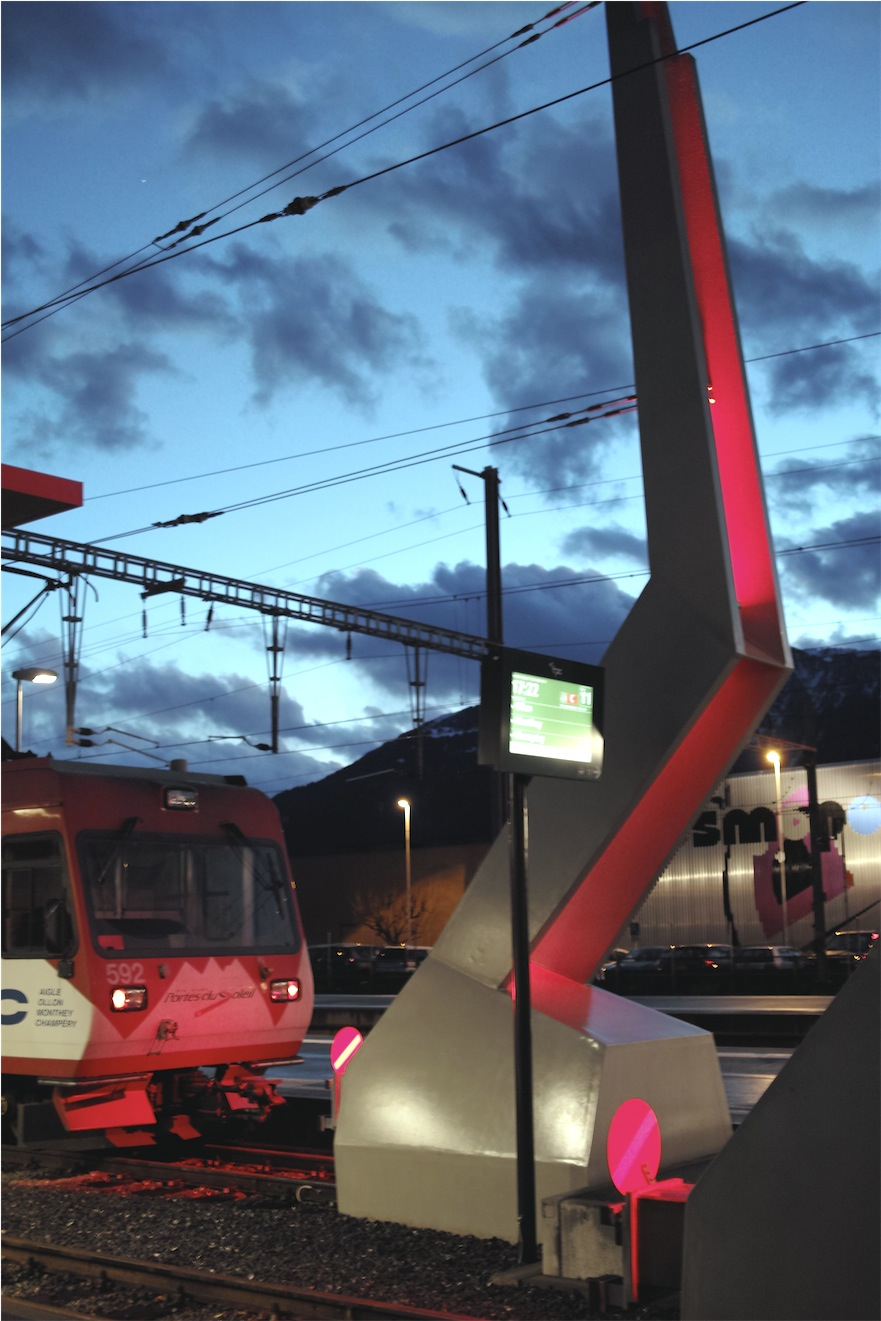
L'AOMC sous ses anciennes couleurs en gare d'Aigle, de nuit.

Le Chemin de fer Aigle-Ollon-Monthey-Champéry est une ligne de chemin de fer suisse, longue de 23 km, construite à voie métrique, reliant la gare d'Aigle à Champéry via Ollon et Monthey.
Elle constitue la ligne R72 Aigle-Ollon-Monthey-Champéry, ou anciennement ligne C,
L'ancienne compagnie du chemin de fer Aigle-Ollon-Monthey-Champéry (AOMC) est intégrée depuis 1999 à la compagnie des Transports Publics du Chablais (TPC), entreprise qui comprend :
- le chemin de fer Bex-Villars-Bretaye (BVB) ;
- le chemin de fer Aigle-Leysin (AL) ;
- le chemin de fer Aigle-Sépey-Diablerets (ASD) ;
- le chemin de fer Aigle-Ollon-Monthey-Champéry (AOMC).

Elle partage la gare de départ d'Aigle CFF avec les chemins de fer Aigle-Leysin (AL) et Aigle-Sépey-Diablerets (ASD).

## Histoire
- 1857 : Arrivée de la ligne Lausanne - Simplon à Aigle
- 1907 : Ouverture de la ligne Aigle - Monthey par la compagnie du Chemin de fer électrique Aigle–Ollon–Monthey (AOM), le 2 avril
- 1908 : Ouverture de la ligne Monthey - Champéry par la compagnie du  Chemin de fer Monthey–Champéry–Morgins (MCM), le 1er février
- 1909 : Ouverture de la liaison vers la gare CFF depuis la ville
- 1921 : Mise hors service du tronçon AOM jusqu'à la Place du Marché, l'AOM partira désormais de la gare MCM Monthey-Ville
- 1946 : Fusion des deux compagnies AOM et MCM et création de l'AOMC
- 1976 : Suppression du tronçon Monthey-Ville – Monthey CFF (11 juillet, 0,5 km)
- 1986 : Inauguration de la nouvelle gare de Monthey-Ville, située 100 m avant l'ancienne. L'emplacement laissé libre par la démolition de cette dernière est devenu aujourd'hui la rue du Théâtre
- 1991 : Prolongation jusqu'à l'ouest de Champéry au départ du téléphérique vers les Portes du Soleil
- 1999 : Fondation des Transports Publics du Chablais SA (TPC SA) regroupant les compagnies AL, ASD, AOMC et BVB
- 2001 : Ouverture du dépôt En Châlex, à la sortie d'Aigle, en remplacement du dépôt ex MCM à Monthey
- 2001 : Mise en service des automotrices Beh 4/8 N° 591 et 592
- 2006 : Ouverture du tronçon direct longeant les voies CFF entre En-Châlex et la gare CFF d'Aigle
- 2007 : Construction de deux nouveaux quais en gare d'Aigle pour faciliter les correspondances avec les trains CFF dans le cadre du réaménagement de la place de la gare d'Aigle.
- 2008 : 100 ans de l'AOMC, réfection du tunnel de Troistorrents
- 2009 : Adoption d'une nouvelle livrée vert pomme et beige pour l'ensemble des véhicules des TPC, mais avec application progressive au fur et à mesure des révisions et des nouvelles acquisitions. La première rame dotée de cette nouvelle livrée est une composition de l'AL avec l'automotrice BDeh 4/4 n° 312 et la voiture pilote Bt n°362.
- 2016 : La crémaillère Abt (même modèle que l'Aigle-Leysin) remplace l'ancienne crémaillère Strub entre Monthey et Champéry. Parallèlement, l'alimentation électrique est relevée de 800 V à 1 500 V ; Acquisition de 7 nouvelles automotrices GTW construites par Stadler Rail.

### Anciennes automotrices
Le 19 juin 2016, lors d'une fête d'adieu à l'ancien matériel roulant, trois automotrices (AOMC Xeh 4/4 512, BDeh 4/4 513 et 514), deux fourgons de la série K et un wagon plat sont remis pour 1 frs symbolique chacun au parc zoologique belge Pairi Daiza qui possède déjà deux lignes de chemin de fer construites à l'écartement de 600 mm.
Deux automotrices seront rénovées en version actuelle et une en version d'origine, couleur grise au dessus de la ceinture de caisse et rouge en dessous avec le sigle AOMC. Elles doivent circuler sur une ligne à construire d'une longueur de 2 kilomètres entre la Gare SNCB de Brugelette et le parc. Il est également prévu de réaliser dans le parc un décor de paysage alpin avec une réplique grandeur nature de l’ancienne gare de Champéry.
Les automotrices BDeh 4/4 502 et 503 sont parties vers décembre 2020 en France. La 502 a été livrée à un privé et stoquée à Montmarault dans le musée de l'association du chemin de fer de l'Allier. La 503 a été récupérée par le Velay Express où elle a été transformée en machine diesel. Elle ne transportera plus de voyageurs.
La BDeh 4/4 501 et les deux voitures pilotes Bt 531 et Bt 532, elles, furent ferraillées en 2021.

## Caractéristiques
- Longueur : 23 km dont 3,6 km à crémaillère
- Voie métrique
- Pente maximum : 13,5 %
- Voyageurs : 725 000 en 2004
- Matériel roulant : 2 automotrices double Beh 4/8 591 et 592 et 7 automotrices articulées GTW Beh 2/6 541 à 547
- Taux de couverture : 18 % par les billets
- Subvention : 7,1 millions de francs suisses en 2005

## Sources
Fonds : Compagnie de chemin de fer Aigle-Ollon-Monthey-Champéry (1890 - 2015) [30.25 mètres linéaires].  Cote : CH-000053-1 PP 1095. Archives cantonales vaudoises (présentation en ligne).